# Sebastián Sillero Pérez
Sebastián Sillero Pérez, O.F.M. (řeholním jménem: Sebastián od Ježíše; 22. ledna 1665 Montalbán de Córdoba – 15. října 1743 Sevilla) byl španělský řeholník Řádu menších bratří.

## Život
Narodil se 22. ledna 1665 v Montalbán de Córdoba do chudé rolnické rodiny. Sám se naučil číst a psát. Velmi brzy přišel o otce.
Na pozvání strýce se přestěhoval do Écije, kde se naučil základy malířství. V 16 letech se stal učedníkem přádelny hedvábí a toto řemeslo vykonával pět let, dokud 19. ledna 1686 nevstoupil do noviciátu františkánského kláštera v Éciji. O rok později byl pověřen vybíráním almužen. Již v této době získal pověst svatosti.
V klášteře se stal zlatníkem krucifixů, které často rozdával. Těmto křížům byla připisována zázračná moc. Jeho představení byli znepokojeni jeho pověstí svatého, a proto ho poslali postupně do dalších klášterů v Lepe, Ronda, Sanlúcar de Barrameda a nakonec do Sevilly.
Během pobytu Karla III. v Seville, ještě jako prince, se setkal s bratrem Sebastiánem a byl ohromen jeho pokorou. V dopise ze dne 2. září 1773 adresovaném kardinálu Solísovi, arcibiskupovi sevillskému, vyprávěl, že před cestou do Itálie ho navštívil řeholník, který ho varoval před nebezpečím bouře na jeho cestě a dal mu krucifix, který ho měl chránit. Tento krucifix poté použil k vyléčení infantky Marie Ludoviky, budoucí české královny.
Dne 2. října 1743 Sebastián vážně onemocněl a o 13 dní později zemřel. Na smrtelné posteli ho navštívilo mnoho věřících a několik malířů, kteří namalovali jeho portréty.

## Proces svatořečení
Proces byl zahájen roku 1771 a 16. prosince 1775 mu byl udělen titul ctihodného.